# Animal télécommandé

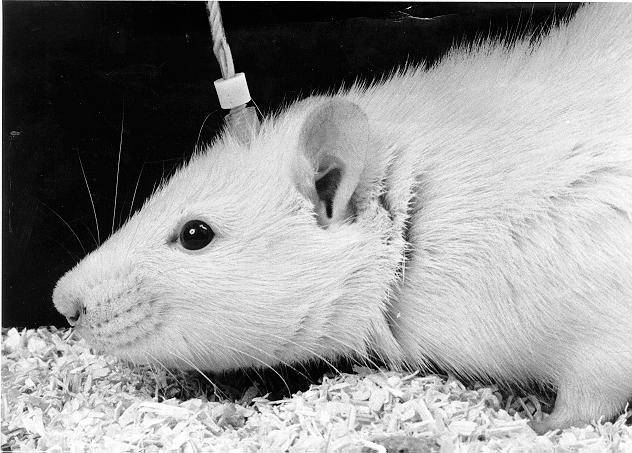
Implantation chronique d'une électrode sous-corticale chez un rat de laboratoire utilisé pour délivrer une stimulation électrique au cerveau.

Les animaux télécommandés sont des animaux qui sont contrôlés à distance par l'homme. 

## Aspects techniques et applications
Certaines applications nécessitent l'implantation d'électrodes dans le système nerveux de l'animal, reliées à un récepteur généralement porté sur le dos de l'animal. Les animaux sont contrôlés par l'utilisation de signaux radio. Les électrodes ne déplacent pas l'animal directement, comme si elles commandaient un robot ; elles signalent plutôt une direction ou une action souhaitée par l'opérateur humain et stimulent ensuite les centres de récompense de l'animal si celui-ci s'exécute. On les appelle parfois bio-robots ou robo-animaux. Ils peuvent être considérés comme des cyborgs car ils combinent des dispositifs électroniques avec une forme de vie organique. 
Plusieurs espèces d'animaux ont été contrôlées à distance avec succès. Il s'agit notamment des papillons de nuit, des coléoptères, des cafards,  des rats, des requins de mer, des souris et des pigeons.
Les animaux télécommandés peuvent être dirigés et utilisés comme animaux de travail pour les opérations de recherche et de sauvetage ou pour diverses autres utilisations.

## Aspects éthiques
En raison de la chirurgie nécessaire et des questions morales et éthiques qu'elle soulève, l'utilisation d'animaux télécommandés a fait l'objet de critiques, notamment en ce qui concerne le bien-être et les droits des animaux. Une application similaire, non invasive, a été signalée, qui stimule le cerveau à l'aide d'ultrasons pour contrôler l'animal. Certaines applications (utilisées principalement pour les chiens) utilisent des vibrations ou des sons pour contrôler les mouvements des animaux[réf. souhaitée].